# Trigonurus caelatus
Trigonurus caelatus är en skalbaggsart som beskrevs av Leconte 1874. Trigonurus caelatus ingår i släktet Trigonurus och familjen kortvingar. Inga underarter finns listade i Catalogue of Life.